# Klappträet (ö)
Klappträet är en ö nära Kirjais i Nagu, Finland. Den ligger i Pargas stad i den ekonomiska regionen  Åboland och landskapet Egentliga Finland. Ön ligger omkring 3 kilometer söder om Kirjais, omkring 12 kilometer söder om Nagu kyrka, 43 kilometer söder om Åbo och 160 km väster om Helsingfors. Närmaste allmänna förbindelse är förbindelsebryggan vid Brännskär som trafikeras av M/S Nordep och M/S Cheri.